# Парк, Дэвид
Дэвид Парк (англ. David Park; 17 марта 1911 — 20 сентября 1960) — американский художник, родоначальник направления фигуративной живописи Области залива, возникшего в 1950-е годы.

## Биография
Дэвид Парк родился в Бостоне, в семье Мэри Тернер и Чарльза Эдварда Парка. Учился в школе Лумис Чаффи (англ. Loomis Chaffee) в Уинсоре (Коннектикут). Художественный талант мальчика впервые заметила скульптор Эвелин Лонгман Бэтчелдер, жена директора школы. В 1928 году Парк переехал в Лос-Анджелес, где поступил в Художественный институт Отиса . Год спустя он перебрался в Беркли, где в 1930 году женился на Лидии Ньюэлл, в браке с которой у него родилось две дочери. Первая персональная выставка Парка состоялась в 1933 году в Оклендской художественной галерее. В 1943 году он начал преподавать в Калифорнийской школе изящных искусств (в настоящее время — Институт искусств Сан-Франциско).
Парк принадлежал к послевоенному выпуску Калифорнийской школы изящных искусств. Начав как представитель абстрактного экспрессионизма, в котором экспериментировал с цветом, динамикой и теплотой, он неожиданно обратился к фигуративному искусству. Переход от абстракционизма к фигуративизму у Парка произошёл мгновенно. Как рассказывала тётя Парка в интервью, художник отвёз свои абстрактные произведения на свалку и выбросил их или ритуально уничтожил. В течение года коллеги даже не подозревали об этой трансформации. Вместе с Ричардом Дибенкорном и Элмером Бишоффом он отошёл от философии живописи, продвигаемой преподавателем художественной школы Клайффордом Стиллом, и сформировал то, что позднее было названо фигуративной живописью Области залива. Влияние родоначальников направления заметно в работах более поздних художников этого направления: Пола Джона Воннера, Натана Оливейры, Мануэля Нери, Генри Вильерме, Генриетты Берк и Джоан Браун. 
Хотя эти художники также начинали рисовать в абстрактном стиле, они вскоре перешли в своей живописи к использованию объектов реального мира и репрезентативности для экспериментов с формой, цветом, текстурой и температурой. Парк считал, что приверженность принципу и абстракции привлекает внимание к художнику, а не к его творению. Он чувствовал, что важно сосредоточиться на реально существующем, развить восприятие природы. Необходимость новизны, развития концепций Парк считал переоценённой. 
Парк работал в фигуративной живописи с 1950 года до 1959 года, когда заболел раком. Обычно работая по памяти, он первоначально рисовал то, что видел: играющих на улице детей, музыкантов, друзей, людей в домах. К концу десятилетия художник перешёл у классическим студийным ню и купальщикам в монументальном стиле. Из-за заболевания он перестал работать с маслом, и обратился к акварели, которой занимался до своей ранней смерти в 1960 году в возрасте 49 лет. Работы последних лет жизни и карьеры считаются его лучшими произведениями. 
В 1988—1989 году в Музее американского искусства Уитни в Нью-Йорке прошла ретроспективная выставка работ Дэвида Парка. 
15 мая 2007 года картина Парта «Обнажённый в душе» (англ. Standing Male Nude in the Shower), написанная в период с 1955 по 1957 год, была продана на аукционе Sotheby's за 1 160 000 долларов. 